# Финдли, Эдвина
Эдвина Финдли (англ. Edwina Findley; род. 30 октября 1980, Вашингтон) — американская актриса. Родилась в Вашингтоне (федеральный округ Колумбия) и окончила Нью-Йоркский университет, где стала близкой подругой и соседом по комнате актрисы Виолы Дэвис. Затем она начала свою карьеру на театральной сцене, а между этим появлялась в сериале HBO «Прослушка» и была гостем в «Закон и порядок» и «Братья и сёстры». С 2010 по 2013 год, Финдли снималась в сериале HBO «Тримей».
На большом экране Финдли появилась в фильме Авы Дюверней «На полпути в никуда». В 2014 году она получила ведущую роль в независимом фильме Free in Deed и сыграла роль жены Кевина Харта в комедии «Крепись!». В том же году Финдли получила одну из ведущих ролей в сериале Oprah Winfrey Network «Если любить тебя неправильно».

## Фильмография
| Год  | Название на русском     | Название на английском      | Роль             | Примечания          |
| ---- | ----------------------- | --------------------------- | ---------------- | ------------------- |
| 2005 | Ангел                   | Angel                       | Charlene         | Телефильм           |
| 2008 |                         | Sympathetic Details         | Mona             |                     |
| 2012 | Красные хвосты          | Red Tails                   | CeCe             | Не указана в титрах |
| 2012 | На полпути в никуда     | Middle of Nowhere           | Rosie            |                     |
| 2013 | Астрал: Глава 2         | Insidious: Chapter 2        | Nurse Hillary    |                     |
| 2015 |                         | Free in Deed                | Melva Neddy      |                     |
| 2015 | Крепись!                | Get Hard                    | Rita Lewis       |                     |
| 2015 | Все дети безумные       | All the Children Are Insane | Genevieve Burdon |                     |
| 2022 | Шпион, которого не было | Rogue Agent                 | Сэнди Хардлан    |                     |

| Год       | Название на русском            | Название на английском     | Роль                     | Примечания                        |
| --------- | ------------------------------ | -------------------------- | ------------------------ | --------------------------------- |
| 2003-2004 | Прослушка                      | The Wire                   | Tosha Mitchell           | 4 эпизода                         |
| 2005      |                                | N.Y.-70                    | Reggie 3’s Widow         | Пилот                             |
| 2005      | Закон и порядок: Суд присяжных | Law & Order: Trial by Jury | Kim Evans                | Эпизод: «The Line»                |
| 2005      | Одна жизнь, чтобы жить         | One Life to Live           | Nurse Messner            | 6 эпизодов                        |
| 2006      | Убеждение                      | Conviction                 | Tina Brock               | Эпизод: «Denial»                  |
| 2006      | Закон и порядок                | Law & Order                | Ali Hargis               | Эпизод: «Public Service Homicide» |
| 2008      | Новый Амстердам                | New Amsterdam              | Tara Brown               | Эпизод: «Keep the Change»         |
| 2008      |                                | Blue Blood                 | Rory’s Girlfriend        | Пилот                             |
| 2009      | Закон и порядок                | Law & Order                | Detective Jasmine Burton | Эпизод: «Anchors Away»            |
| 2011      | Братья и сёстры                | Brothers & Sisters         | Jill                     | 4 эпизода                         |
| 2010-2013 | Тримей                         | Treme                      | Davina Lambreaux         | 19 эпизодов                       |
| 2014      | Вице-президент                 | Veep                       | Dee                      | Эпизод: «Alicia»                  |
| 2014-2020 | Если любить тебя неправильно   | If Loving You Is Wrong     | Kelly                    | Регулярная роль                   |